# Trialism
Trialism (din greacă τρία ‚trei‘ sau din latină trialis ‚conținâd trei‘) este denumirea dată eforturilor austroslaviste din a doua jumătate a secolului al XIX-lea de a reorganiza Dubla Monarhie austro-ungară într-un stat cu trei componente, prin crearea unei părți slave. Francisc Ferdinand, urmașul la tronul austro-ungar, era considerat a fi un susținător al trialismului.

## Variante
- Boemia, Moravia și Silezia Austriacă
- Croația cu Dalmația și posibil Bosnia-Herțegovina
- Galiția și părți din sudul Poloniei actuale: